# Ватерполо на Летњим олимпијским играма 2016.
Турнир у ватерполу на Олимпијским играма 2016. у Рио де Жанеироу, 27. по реду олимпијски турнир у овом спорту, је био одржан од 6. до 20. августа у акватик центру Марија Ленк у Бара да Тижука.
Укупно 12 репрезентација је учествовало у мушкој и 8 репрезентација у женској конкуренцији. Организатор такмичења у ватерполу поред МОК-а је ФИНА.

## Освајачи медаља
| Дисциплине | Злато  | Сребро   | Бронза  |  |  |  |
|            |        |          |         |  |  |  |
| Мушкарци   | Србија | Хрватска | Италија |  |  |  |
| Жене       | САД    | Италија  | Русија  |  |  |  |

## Формат такмичења
У мушкој конкуренцији учествоваће 12 екипа подјељених у двије групе са по 6 тимова. Након 5 одиграних кола по 4 најбоље пласиране селекције из сваке групе такмичење настављају у четвртфиналу. Двије најслабије екипе из обе групе завршавају такмичење након групне фазе.
У женској конкуренцији 8 екипа је подјељено у двије групе са по 4 тима. Након одигране групне фазе сва четири тима из обе групе настављају такмичење у четвртфиналу, и даље нокаут фазом до борби за медаље.
Свака репрезентација може да пријави максимално 13 играча.

## Квалификације
Мушкарци
| Квалификације                  | Датум                     | Домаћин    | Број мјеста | Квалификован     |
| ------------------------------ | ------------------------- | ---------- | ----------- | ---------------- |
| Домаћин                        | 2. октобар 2009.          | Копенхаген | 1           | Бразил           |
| Свјетска лига 2015.            | 23.–28. јуна 2015.        | Бергамо    | 1           | Србија           |
| Панамеричке игра 2015.         | 7.–15. јула 2015.         | Торонто    | 1           | Сједињене Државе |
| Свјетско првенство 2015.       | 27. јула–8. августа 2015. | Казањ      | 2           | Хрватска         |
| Свјетско првенство 2015.       | 27. јула–8. августа 2015. | Казањ      | 2           | Грчка            |
| Океанско првенство             | 19.октобра 2015.          | Перт       | 1           | Аустралија       |
| Азијски квалификациони турнир  | 16.–20. децембра 2015.    | Фошан      | 1           | Јапан            |
| Европско првенство 2016.       | 10.–23. јануара 2016.     | Београд    | 1           | Црна Гора        |
| Свјетски Квалификациони турнир | 3.–10. априла 2016.       | Трст       | 4           | Мађарска         |
| Свјетски Квалификациони турнир | 3.–10. априла 2016.       | Трст       | 4           | Италија          |
| Свјетски Квалификациони турнир | 3.–10. априла 2016.       | Трст       | 4           | Шпанија          |
| Свјетски Квалификациони турнир | 3.–10. априла 2016.       | Трст       | 4           | Француска        |
| Укупно                         |                           |            | 12          |                  |

Жене
| Квалификације                  | Датум                  | Домаћин    | Број мјеста | Квалификован     |
| ------------------------------ | ---------------------- | ---------- | ----------- | ---------------- |
| Домаћин                        | 2. октобар 2009.       | Копенхаген | 1           | Бразил           |
| Океанско првенство             | 19.октобра 2015.       | Перт       | 1           | Аустралија       |
| Азијски квалификације          | 16.–17. децембра 2015. | Фошан      | 1           | Кина             |
| Европско првенство 2016.       | 10.–22. јануара 2016.  | Београд    | 1           | Мађарска         |
| Свјетски квалификациони турнир | 21.–28. марта 2016.    | Гауда      | 4           | Сједињене Државе |
| Свјетски квалификациони турнир | 21.–28. марта 2016.    | Гауда      | 4           | Италија          |
| Свјетски квалификациони турнир | 21.–28. марта 2016.    | Гауда      | 4           | Русија           |
| Свјетски квалификациони турнир | 21.–28. марта 2016.    | Гауда      | 4           | Шпанија          |
| Укупно                         |                        |            | 8           |                  |

## Видјети још
- Ватерполо за мушкарце на Љетњим олимпијским играма 2016.
- Ватерполо за жене на Љетњим олимпијским играма 2016.